# Rukojeť
Rukojeť je část nástroje nebo přístroje sloužící k jeho držení a ovládání. Používá se velmi hojně od vzniku prvních nástrojů až po dnešní moderní technologie.

## Druhy rukojetí
Obecně se rukojeti dají rozlišit takto:
- dlouhá
- krátká
- kulatá

### Dlouhá rukojeť

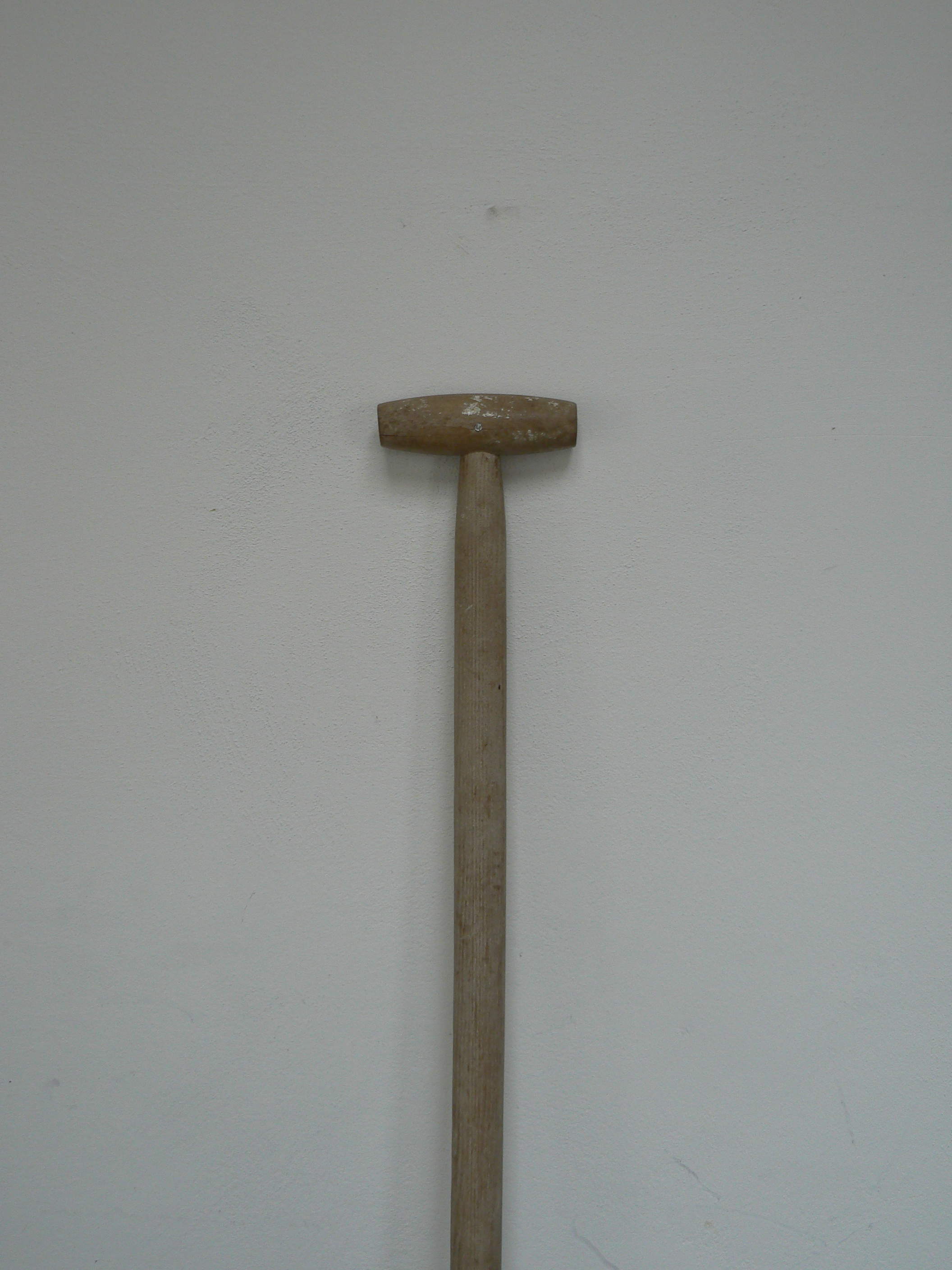
Zakončení rukojeti-"téčko"

Dlouhá rukojeť se používá zejména u pracovních nástrojů ve stavebnictví a v zemědělství (lopaty, motyky, hrábě, apod.), neboť zde je opracovávaný předmět značně vzdálen. Rukojetí bývá v tomto případě dřevěná tyč zasazená většinou do kovové pracovní části nástroje. Tato tyč musí být dobře opracovaná, aby se jí pracovník nezranil. Rukojeti tohoto typu se obvykle říká násada a lze ji běžně zakoupit v obchodě. Dlouhá rukojeť bývá někdy zakončená „téčkem“, zatímco např. u kosy je to výběžek k uchycení přibližně uprostřed rukojeti.

### Krátká rukojeť
Krátká rukojeť je nejčastěji používána. Pracuje se s ní většinou na vyvýšené ploše, např. na stole. Nemá žádný specifičtější obor využití. V některých případech získala i zvláštní název – topůrko.

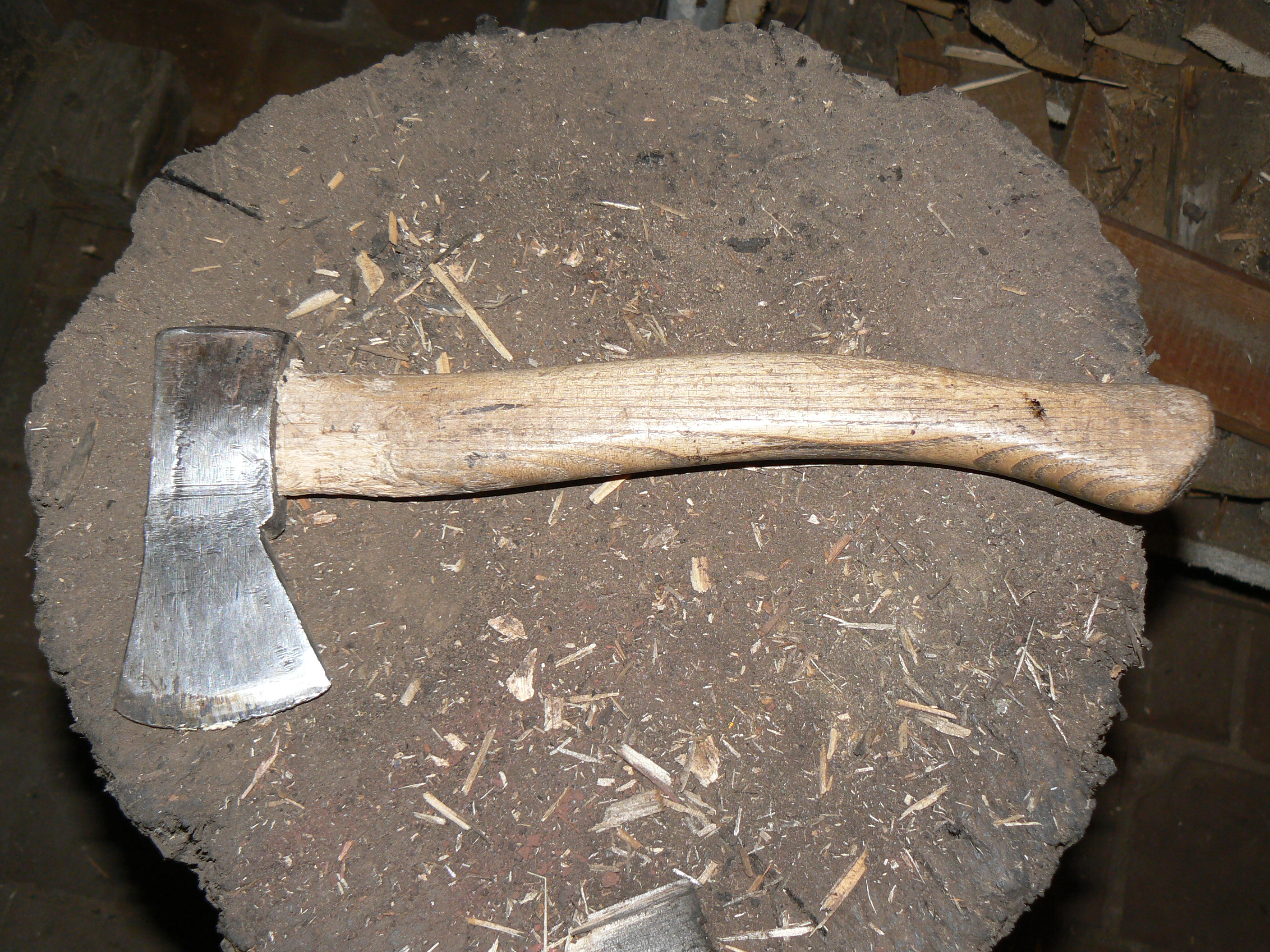
Krátká rukojeť na sekeře - topůrko

### Kulatá rukojeť
Jedná se o nejméně často používanou rukojeť. Označujeme ji například jako volant, kohout či kohoutek.

## Materiál rukojetí
Rukojeti bývají nejčastěji vyrobeny ze dřeva, plastu,kovu nebo z jiných odlehčených materiálů.

## Další specifika rukojetí
Rukojeti mívají na sobě i ovládání přístroje, ojediněle i nástroje. Z nástrojů to je například pojistka u kapesního nože. U přístrojů se ovládání na rukojeti vyskytuje zpravidla často. Někdy se ovládacími prvky na rukojeti ovládá pouze spínání a ostatní parametry se nastavují jinde na přístroji. Příkladem můžeme uvést vrtačku. Tvarováním rukojetí se zabývá věda ergonomie.

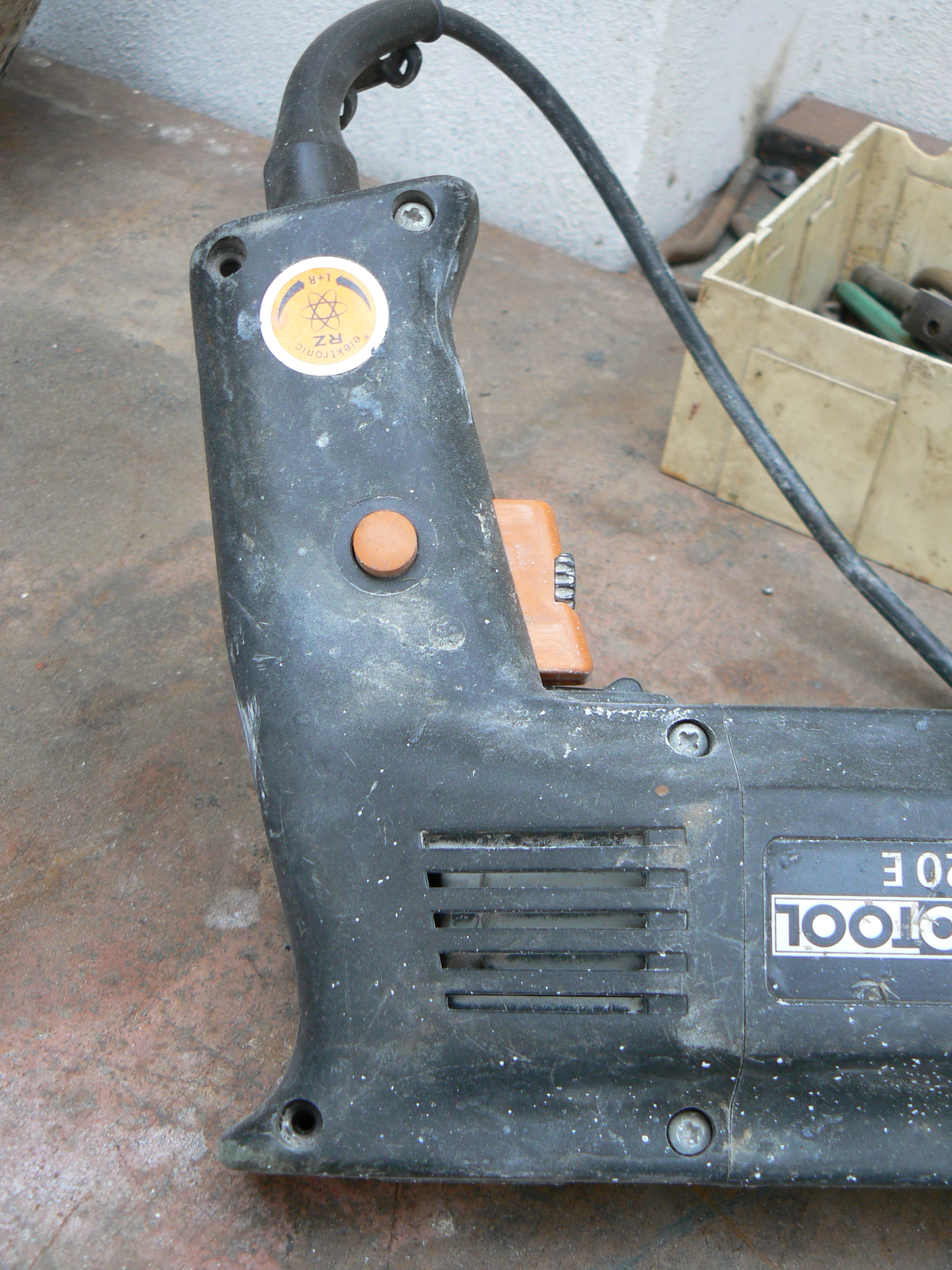
Vrtačka-rukojeť s ovládáním